# Honda WR-V
Honda WR-V – samochód osobowy typu crossover klasy aut miejskich produkowany przez japoński koncern motoryzacyjny Honda Motor Company od 2017 roku. Od 2022 roku produkowana jest druga generacja modelu.

## Pierwsza generacja

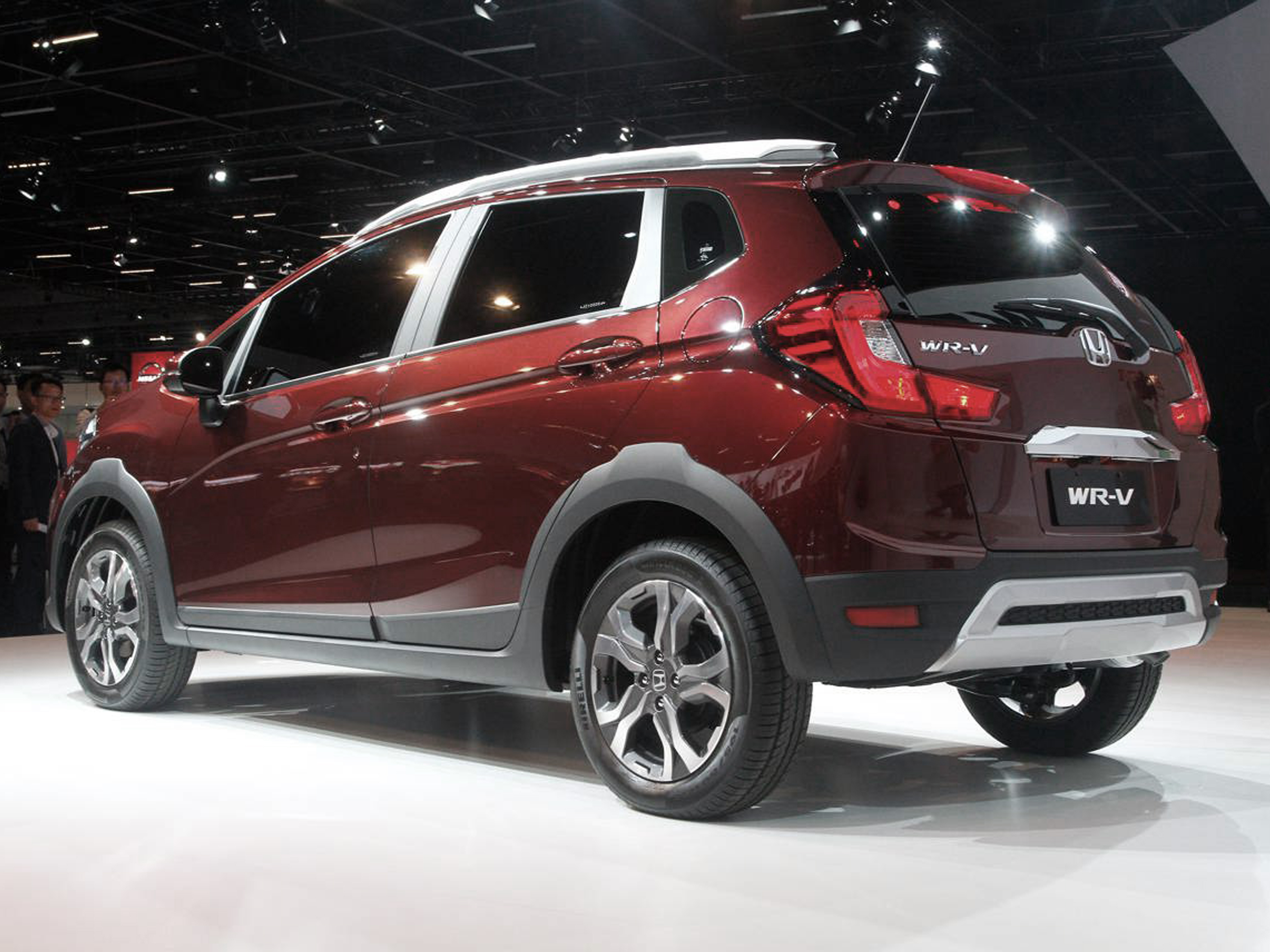
Honda WR-V I przed liftingiem - tył

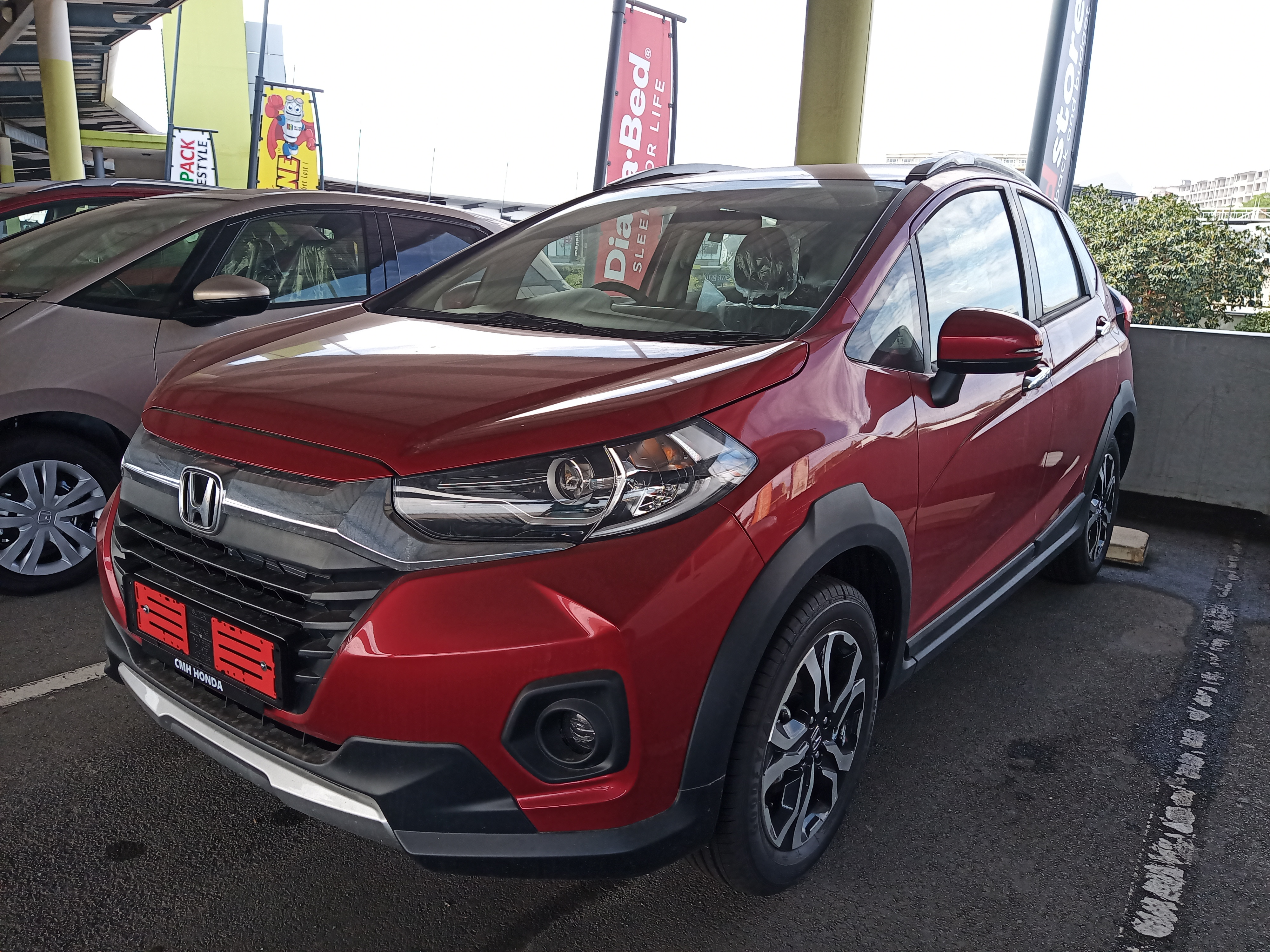
Honda WR-V I po liftingu

Skrót WR-V pochodzi od pochodzących z języka angielskiego słów: „Winsome Runabout Vehicle”.
Samochód został po raz pierwszy oficjalnie zaprezentowany podczas targów motoryzacyjnych w São Paulo w 2016 roku. Auto zbudowane zostało na wspólnej płycie podłogowej dzielonej m.in. z Hondą Jazz IV. Za design pojazdu odpowiedzialny są projektanci z brazylijskiego oddziału marki.

## Druga generacja

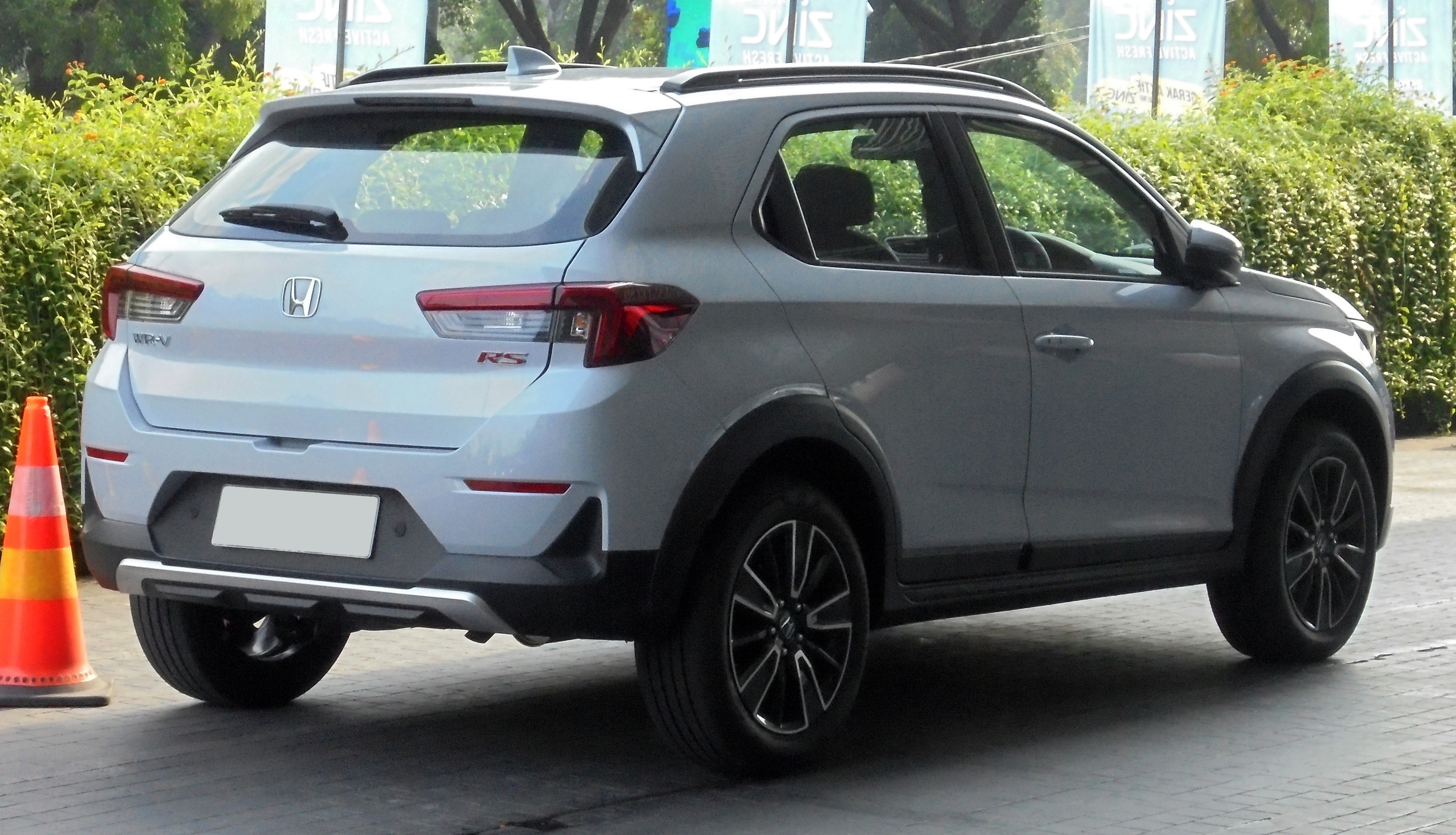
Honda WR-V II - tył

Honda WR-V II została zaprezentowana w listopadzie 2022 roku. Produkcja samochodu na wszystkie globalne rynki będzie się odbywać tylko w fabryce w Karawang.